# Martin Nielsen (bokser)
 For alternative betydninger, se Martin Nielsen. (Se også artikler, som begynder med Martin Nielsen)
Martin.B.Nielsen (født 18. november 1981) er en dansk professionel bokser i vægtklassen letsværvægt.
- IBF Junior verdensmester i Cruiservægt
- IBF Junior verdensmester i Super-mellemvægt

- Prof.debut: 14. juni, 2002
- Cruiservægt – max. 90,000 kg

Tale of the Tape: 
- 90,0 kg / 198 lbs Weight division
- 181 cm Højde
- 181 cm Reach
- 43 cm Hals
- 102 cm Bryst, normal
- 107 cm Bryst, udvidet
- 37 cm Biceps, udvidet
- 32 cm Underarm
- 18 cm Håndled
- 31 cm Hånd
- 85 cm Talje
- 58 cm Lår
- 39 cm Læg
- 24 cm Ankel